# Święcajty
Święcajty (niem. Schwenzait See) – jezioro w Polsce, położone na południe od Węgorzewa (województwo warmińsko-mazurskie, powiat węgorzewski, gmina Węgorzewo). Jezioro znajduje się w Krainie Wielkich Jezior Mazurskich na wysokości 116,2 m n.p.m.
Jezioro nie jest samodzielnym zbiornikiem wodnym, tylko elementem kompleksu jezior znanego pod wspólną nazwą Mamry. Jezioro (wschodnia odnoga Mamr Północnych) jest wydłużone równoleżnikowo, ujściowy odcinek Sapiny łączy jezioro Święcajty z jeziorem Stręgiel.

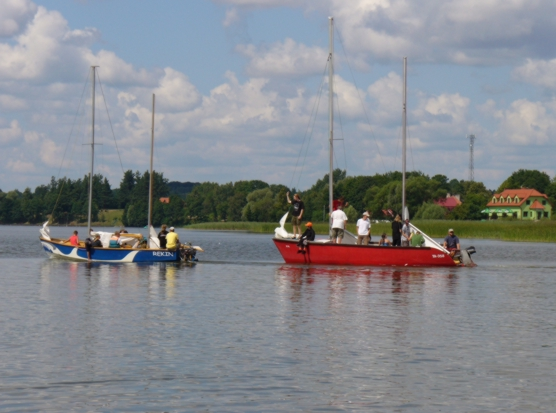
Jezioro Święcajty w okolicy miejscowości Ogonki

Jezioro ma wydłużony kształt, 5,52 km długości i 2,31 km szerokości w najszerszym miejscu, długość linii brzegowej 18,9 km, powierzchnia wynosi 869,4 ha. Linie brzegową jeziora urozmaicają dwie zatoki – Paluszek (na północnym zachodzie) i Zatoka Kalska (na zachodzie). Na jeziorze znajdują się dwie wyspy – Wyspa Tartaczna w północno-wschodniej części jeziora to niewielka kępa, która jest otoczona trzcinami i większa Wyspa Kocia w części zachodniej. Jezioro w najgłębszym miejscu ma 28 metrów. Jego średnia głębokość to 8,7 m.
Posiada dwa dopływy powierzchniowe, zbiornik głównie zasilany przez rzekę Sapina, długość 42,1 km, która na 16-kilometrowym odcinku przed jeziorem odpowiadała II klasie czystości. Ze względu na dużą ilość niesionej wody, wpływ rzeki na zbiornik jest znaczny, drugim dopływem jest połączenie z jeziora Lemiet – ciek przeżyźniony, o niekorzystnym stanie sanitarnym, płynie przez tereny rolnicze. Zbiornik wykazuje dużą zasobność w związki fosforowe, średnie nasycenie hypolimnionu tlenem wynosi 5%, związki azotowe nie przekraczają norm I-II klasy. Stan sanitarny zbiornika odpowiada I klasie czystości. Dno jeziora jest urozmaicone licznymi płyciznami, szczególnie we wschodniej części zbiornika. Część zachodnia jeziora jest głębsza, linia brzegowa średnio rozwinięta, o długości około 18 km jest porośnięta w części roślinami wynurzonymi, szczególnie przy niskim, zabagnionym brzegu południowym, przy wysokim i stromym brzegu północnym fragmentami nie występuje naczyniowa roślinność wodna.
Wody tego jeziora mają lekko żółtawe zabarwienie należą do II klasy czystości. Z zachodu na wschód prowadzi szlak żeglugowy, który jest otoczony bojami.

## Położenie
Na brzegu jeziora znajdują się następujące miejscowości: Ogonki (na północnym wschodzie), Kolonia Rybacka (na północy), Węgorzewo (na północnym zachodzie), Kal (na zachodzie) oraz Dziaduszyn (na wschodzie). 
Na południowym zachodzie Święcajty mają połączenia przez Kalską Bramkę z jeziorem Mamry. Natomiast na wschodzie jezioro zasila rzeka Sapina.
Od pozostałych jezior kompleksu Mamr oddziela je Półwysep Kalski tworząc tzw. Kalską Bramkę. We wschodniej części do jeziora wpływa rzeka Sapina.

## Historia
W okresie międzywojennym na jeziorze Święcajty odbywały się niemieckie i międzynarodowe zawody bojerowe. Od lat 20. XX wieku odbywały się tutaj niemieckie Tygodnie Żeglarstwa Lodowego, w latach 30. XX wieku odbywały się mistrzostwa Niemiec, a w 1935 roku mistrzostwa Europy. Akwen ten wybrano na lodowe zmagania z powodu wyjątkowo płaskiej powierzchni lodu. Dodatkowo jeszcze wyrównywano powierzchnię, poprzez wlewanie na utworzony lód wodę ze specjalnie spiętrzonych cieków. Obecnie również próbuje się organizować regaty bojerowe na Święcajtach. Inicjatorem jest Niemiec Fritz Schwartz, który urodził się w Ogonkach i od kilku lat mieszka nad Mamrami.

## Hydronimia
Jezioro Święcajty (inaczej Święte) swoją nazwę zawdzięcza słowu "święta", co w języku staropruskim oznaczało toń.
Nazwę Święcajty wprowadzono urzędowo w 1949 roku, zastępując poprzednią niemiecką nazwę jeziora – Schwenzait-See.